# Gura Bîcului
Gura Bîcului es una comuna y localidad de Moldavia en el distrito (raión) de Anenii Noi.

## Geografía
Se encuentra a una altitud de 29 m s. n. m. a 59 km de la capital nacional, Chisináu.

## Demografía
En el censo 2014 el total de población de la localidad fue de 3 401 habitantes.